# Схід-Захід – Ер-Ріяд
Схід-Захід – Ер-Ріяд – газопровід в Саудівській Аравії, який забезпечує споживачів у столичному регіоні Ер-Ріяду.
У другій половині 1990-х в Саудівській Аравії розпочали проект збільшення видобутку газу, що повинно було вивільнити додаткові обсяги нафти для експорту. В його межах запустили газопереробні заводи Гавія і Гарад та проклали ряд трубопроводів, зокрема, для подачі блакитного палива до столичного регіону. В останньому випадку завершальною ланкою стали введені в дію у 1999—2000 роках газопроводи:
- EWRGD-1 (East West Riyadh Gas Distribution – 1), що починається на 943-му кілометрі трубопровідного коридору до червономорського порту Янбу (у цьому випадку рахунок кілометрів ведеться саме від Янбу) та обходить Ер-Ріяд з півдня. EWRGD-1 має довжину 153 км та виконаний в діаметрі 1200 мм, а головними споживачами виступили ТЕС Ер-Ріяд 7 (під'єднана перемичкою 6 км з діаметром 900 мм) та ТЕС Ер-Ріяд 8. Пізніше до них приєднались ТЕС Ер-Ріяд 10, ТЕС Ер-Ріяд 14, ТЕС Ямама (Аль-Хардж) та ТЕС Ямама (Ер-Ріяд);
- EWRGD-2, що починається на 916-му кілометрі зазначеного трубопровідного коридору та живить ТЕС Ер-Ріяд 9, при цьому його довжина становить лише 15 км при діаметрі 900 мм.
Обрана для цих газопроводів абревіатура містить відсилку до газопроводу Схід — Захід (East West), втім, фактично ресурс надходить через трубопровід Шедгам – Ер-Ріяд. Що стосується системи Схід – Захід, то вона починається лише на 943-му кілометрі і може хіба що брати участь у доставці певних обсягів ресурсу до 916-го кілометру для подачі до EWRGD-2.